# Sven Källfelt
Sven Esbjörn Källfelt, född 3 maj 1915 i Göteborg, död där 8 februari 1988, var en svensk ingenjör, byggmästare och världsmästare i bowling.
Sven Källfelt utbildade sig till ingenjör vid Göteborgs tekniska institut. Hans far startade en byggnadsfirma år 1923, vilken Sven Källfelt tog över ledningen för år 1961. Han köpte in Nya Varvet och omvandlade området från flottbas till civilt område.
Han hade ett stort idrottsintresse och orienterade, spelade tennis och bowlade. I bowling blev han världsmästare, europamästare och svensk mästare i lagspel. Källfelt spelade för ÖIS, där han även ingick i styrelsen.
Sven Källfelt var aktiv i styrelserna för Göteborgs Byggmästareförening och Göteborgs Fastighetsägareförening.
Sven Källfelts gata i stadsdelen Nya Varvet i Göteborg fick år 1994 sitt namn till minne av Källfelt. Han var sedan den 7 december 1940 gift med Inga Maj Källfelt (1919-2000).